# 6330 Koen
A 6330 Koen (ideiglenes jelöléssel 1992 FN) a Naprendszer kisbolygóövében található aszteroida. Endate, K. és Vatanabe Kazuró fedezte fel 1992. március 23-án.